# جوزيف بي. هاميلتون
جوزيف بي. هاميلتون (بالإنجليزية: Joseph B. Hamilton)‏ هو محامي وقاضي وسياسي أمريكي، ولد في 10 يونيو 1817، وتوفي في 1902. حزبياً، نشط في الحزب الديمقراطي والحزب الجمهوري. وقد انتخب عضو مجلس ولاية ويسكونسن.